# Rubén Giustiniani

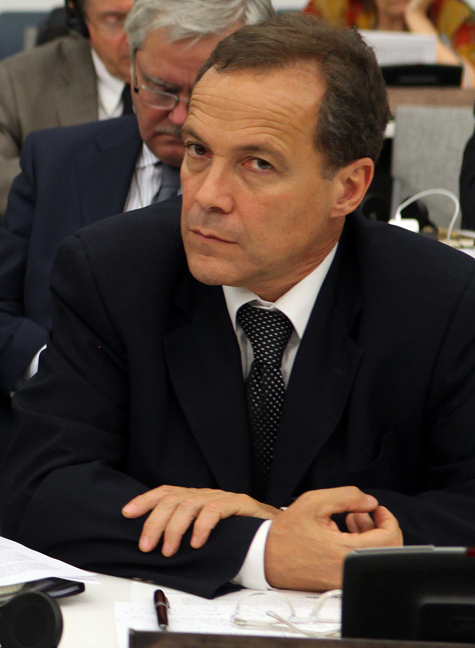
Rubén Giustiniani

Rubén Héctor Giustiniani (* 3. November 1955 in Rosario, Argentinien) ist ein argentinischer Politiker.

## Leben
Nach seiner Schulzeit studierte Giustiniani Ingenieurswesen und war danach als Ingenieur tätig. Er wurde Mitglied der Partido Socialista. Giustiniani war von 1997 bis 2003 Abgeordneter im argentinischen Kongress. Seit 2003 ist er als Senator im argentinischen Senat tätig. Bei den Präsidentschaftswahlen 2007 in Argentinien unterlag er gemeinsam mit Politikerin Elisa Carrió dem gegnerischen Lager um Cristina Kirchner. Giustiniani schrieb mehrere Bücher. Seit 2007 ist Giustiniani Parteivorsitzender des Partido Socialista.

## Werke (Auswahl)
- Universidad Democracia y Reforma (gemeinschaftlich mit Lorena Carbajal)
- Migracion: un derecho humano
- Hacia una democracia de nuevas bases